# Sérgio Ferro
Sérgio Ferro Pereira (Curitiba, 25 de julio de 1938) es un pintor, diseñador, arquitecto, historiador y docente brasileño afincado en Francia desde principios de los años 1970. Es licenciado en Arquitectura y Urbanismo (FAUUSP) y en Semiología (Mackenzie), con posgrado en museología y evolución urbana (FAUUSP). Fue detenido por la dictadura militar brasileña y, al ser liberado, se exilió en Francia.

## Carrera
Sérgio Ferro es hijo de Armando Simone Pereira y Beatriz Ferro Pereira.
En 1962, Sérgio se licenció en arquitectura y urbanismo, en la Facultad de Arquitectura y Urbanismo, de la Universidad de São Paulo (FAUUSP). Poco después fue invitado por el profesor João Batista Vilanova Artigas a incorporarse al profesorado, como profesor ayudante en el departamento de Historia del Arte de la misma universidad. Hasta 1970 fue profesor de composición plástica, historia del arte y estética en varias escuelas y facultades de arte y arquitectura de las ciudades de Santos, São Paulo y Brasilia.
Su carrera docente incluye:
- 1962-1968 - Escuela Superior de Formación de Dibujo, Brasil
- 1962-1970 - Facultad de Arquitectura y Urbanismo, Universidad de São Paulo, Brasil
- 1969-1970 - Curso de Arquitectura, Universidad de Brasília, Brasil
- 1972-2003 - Escuela Nacional Superior de Arquitectura, Grenoble, Francia
- 1982 - Funda el laboratorio Dessin/Chantier [dibujo/sitio], Francia (lo dirige hasta 1997)

A lo largo de su carrera, observó e intervino en los espacios de producción de la construcción civil, desarrollando una crítica a la producción de las artes plásticas y la arquitectura basada en el proceso de construcción y sus agentes: el canteiro de obras, las tecnologías, los materiales y el constructor.
Giovana Martino

### Análisis de la producción arquitectónica
En los años 1960, junto con Rodrigo Lefèvre y Flávio Império, creó el grupo denominado Arquitetura Nova, para entender la práctica de la arquitectura como una cadena de producción, incluyendo el papel social del arquitecto y las relaciones de producción en la obra. Formularon propuestas de políticas públicas de vivienda con proyectos de vivienda social, habiendo desarrollado proyectos dentro de lo que llamaron "poéticas de la economía": experimentos simples, con optimización de procedimientos encaminados a aumentar la productividad y el acceso a la vivienda. Fueron responsables de elaborar una crítica, según la perspectiva del marxismo de la Plusvalía, de la producción arquitectónica instaurada en Brasil en general y erigiéndose específicamente como contrapunto teórico a la obra y escuela del ex mentor del grupo, el profesor Vilanova Artigas.

Todo y cualquier objeto arquitectónico es el resultado del proceso de valorización del capital. [...] El objeto arquitectónico, así como la pala o el arma, es fabricado, circula y es consumido, antes que nada, como mercancía.
Sérgio Ferro

Sérgio Ferro continúa hasta el día de hoy su reflexión crítica sobre cuestiones relacionadas con la producción arquitectónica, indicando que ésta refleja las relaciones económicas de cada época.

Estoy en contra del término Antropoceno. Lo que está conduciendo al mundo hacia el desastre final es el capital. Basta con echar un vistazo al presente. Según nos advierten quienes conocen el tema, ya no tenemos tiempo para evitar desastres climáticos inimaginables.
Sérgio Ferro

### Proyecto TF/TK
Entre 2020 y 2024, participó activamente en el proyecto internacional "Translating Ferro / Transforming Knowledge in Architecture, Design and Work for a new field of Production Studies", o Traduciendo Ferro / Transformando el Conocimiento, desarrollado a través de una colaboración Brasil / Reino Unido, financiado por la FAPESP (BR) y la AHRC (Reino Unido). El proyecto buscó favorecer la consolidación de un nuevo campo de Estudios de Producción, estructurado por la obra de Sérgio Ferro, entendido como un "pensador fundamental en el campo de los estudios y prácticas de la producción arquitectónica, desde una perspectiva a la vez crítica y emancipador".
Participaron del proyecto 25 Investigadores Afiliados, cuyo trabajo inicial se centró en traducir obras seleccionadas de Sérgio Ferro del portugués al inglés y debatirlas en grupos de lectura en inglés y portugués; lo que dio lugar al desarrollo de varios estudios de investigación, que serán publicados en forma de folletos y libros.
Además, parte del acervo de arquitectura, teoría y práctica artística de Sérgio Ferro está en proceso de organización, limpieza, catalogación, digitalización, almacenamiento y puesta a disposición en línea; incluyendo proyectos y obras de Arquitetura Nova (en colaboración con la FAU-USP). Gran parte de esta colección fue donada por Sérgio Ferro al Instituto de Arquitectura y Urbanismo de la Universidad de São Paulo (IAU-USP), ubicado en la ciudad de São Carlos.

## Dictadura militar y exilio
Durante la dictadura militar, Sérgio Ferro, así como sus compañeros de Arquitetura Nova, establecieron relaciones con el Partido Comunista Brasileño, que estaba en contra de la lucha armada y la guerra de guerrillas contra el régimen dictatorial, como caminos para llevar a cabo una revolución socialista en el país. Con otros militantes rompió con el PCB y se unió a la Alianza de Liberación Nacional, liderada por Carlos Marighella.
Debido a su activismo político y persecución por parte del régimen militar, Sérgio Ferro estuvo encarcelado durante un año. Fue apartado de la Universidad de São Paulo y, en 1972, se exilió en Francia, radicándose en la ciudad de Grenoble.
Al no poder ejercer como arquitecto en ese país, se dedicó a la actividad artística y a la docencia, en cursos de artes y arquitectura. Entre 1972 y 1989 impartió clases en la Universidad de Grenoble, Francia. Durante este período, creó frescos en Villeneuve (1975), en la École Buttes (1981) y en la École Joseph Vallier (1983). Su pintura se caracteriza por imágenes inacabadas, citas claras de Miguel Ángel y Leonardo, mezcladas con bocetos y textos manuscritos.

## Premios y reconocimientos
- 1965 - El número 319 de la revista Acropole está dedicado a Arquitetura Nova.[2]
- 1970 - Comisario Especial de la Fundación Bienal de São Paulo en Venecia.[2]
- 1987 – Premio al mejor pintor, de la Asociación de Críticos de Arte de São Paulo.[1]
- 2012 - Título de Ciudadano Benemérito de Paraná, de la Asamblea Legislativa de Paraná.[14]
- 2021 - Su nombre pasó a la "Escola Livre Espaço Sérgio Ferro", de la Cooperativa Braço Forte.[15]

## Obras

### Libros
- 1979 - El Canteiro y el dibujo[1]
- 1981 - Miguel Ángel: Notas de Sérgio Ferro[1]
- 1985 - Teoría y Práctica 2
- 1998 - Michel-Angel, arquitecto y escultor[1]
- 1999 - Futuro/Anterior (Nobel)[16]
- 2006 - Arquitectura y Obra Libre (Cosac & Naify)[17]
- 2010 - Historia de la Arquitectura Vista do Canteiro (Gfau)[18]
- 2020 - Michelângelo: Arquitecto y escultor de la Capilla de los Medici (Martins Fontes)[19]
- 2021 - Construcción del diseño clásico (MOM)[20]
- 2021 - Bellas artes y trabajo libre I: de Durero a Velásquez (Editora 34)[21]
- 2022 - Bellas artes y trabajo libre II: de Manet al cubismo analítico (Editora 34)[22]
- 2024 - Arquitectura desde abajo: una antología (Mack Books)[23]

### Exposiciones individuales
Lista de las exposiciones de Sérgio Ferro:
- 1963 - Galeria Teatro de Arena, São Paulo SP
- 1963 - Galeria São Luís, São Paulo SP[2]
- 1965 - Museu de Arte do Rio Grande do Sul, Porto Alegre RS
- 1965 - Galeria Mobilínea, São Paulo SP
- 1967 - Fundação Armando Álvares Penteado, São Paulo SP
- 1973 - Galeria Fernando Milan, São Paulo SP
- 1974 - Galeria ZHTA-MI, Salônica (Grécia)
- 1975 - Museé de Grenoble, Grenoble (França)
- 1976 - Galeria Fernando Milan, São Paulo SP
- 1977 - Maison des Jeunes et de la Culture, Chambéry (França)
- 1977 - Galerie La Tete de L'Art, Grenoble (França)
- 1978 - Galerie La Tete de L'Art, Grenoble (França)
- 1979 - Galeria Murs Ouverts, Vence (França)
- 1980 - Galerie Saint-Guillaume, Paris (França)
- 1981 - Museu de Arte de São Paulo Assis Chateaubriand, São Paulo SP
- 1982 - Atelier J.Y. Noblet, Grenoble (França)
- 1982 - Castelo de la Condamine, Corenc (França)
- 1984 - Petite Galerie, Rio de Janeiro RJ
- 1984 - Rio Design Center, Rio de Janeiro RJ
- 1985 - Le Touquet-Paris-Plage (França) - Galerie Centre d'Art Plastique Contemporaine
- 1985 - Galeria de Arte São Paulo, São Paulo SP
- 1986 - Galerie J.Y. Noblet, Grenoble (França)
- 1987 - Galeria de Arte São Paulo, São Paulo SP
- 1988 - Galeria D'Art Contemporain, Le Touquet (França)
- 1988 - Galeria L'Entrée des Artistes, Barbizon (França)
- 1989 - Galerie Contrast, Bruxelas (Bélgica)
- 1989 - Museu de Arte de São Paulo Assis Chateaubriand, São Paulo SP
- 1989 - Galerie Contrast, Bruxelas (Bélgica)
- 1990 - Galeria J.P. Carlier, Le Touquet-Paris-Plage (França)
- 1990 - Galeria L'Entrée des Artistes, Barbizon (França)
- 1990 - Museu D'Art, Taiyan (China)
- 1991 - Galerie Contrast, Bruxelas (Bélgica)
- 1991 - Galerie Contrast, Lille (França)
- 1991 - Galerie Contrast, Metz (França)
- 1991 - Galerie Mann, Paris (França)
- 1991 - Galeria du Carme, Rouen (França)
- 1991 - Escritório de Arte São Paulo, São Paulo SP
- 1992 - Igreja de Saint Etienne, Ille-sur-Têt (França)
- 1992 - Galerie L'Entrée des Artistes, Barbizon (França)
- 1992 - Gallery Eleonore Austerlevz, San Francisco (Estados Unidos)
- 1992 - Galeria J.P. Carlier, Le Tduquet (França)
- 1993 - Galeria M & W, Hong Kong (China)
- 1993 - Hospici d'Ille, Ille-sur-Têt (França)
- 1993 - Galerie Le Monde de l'Art, Paris (França)
- 1993 - Escritório de Arte São Paulo, São Paulo SP
- 1994 - Espace d'Art Contemporain, Rouen (França)
- 1995 - Museu Victor Meirelles, Florianópolis SC
- 1995 - Votre Galeria de Arte, Rio de Janeiro RJ
- 1996 - Simões de Assis Galeria de Arte, Curitiba PR
- 1997 - Galeria L'Entrée des Artistes, Barbizon (França)
- 1997 - Espace d'Art Contemporain, Paris (França)
- 1998 - Galeria Le Monde de L´Arte, Paris (França)
- 1998 - Escritório de Arte São Paulo, São Paulo SP
- 1998 - Galeria de Arte São Paulo, São Paulo SP
- 1999 - Simões de Assis Galeria de Arte, Curitiba PR

### Exposiciones colectivas
Lista de exposiciones en las que participó Sérgio Ferro:
- 1961 - Representou a FAU-USP no Concurso Internacional de Escolas de Arquitetura na VI Bienal de Artes Plásticas de São Paulo[2]
- 1965 - Pintores de Vanguarda - Museu de Arte do Rio Grande do Sul, Porto Alegre RS
- 1965 - Opinião 65 - Museu de Arte Moderna do Río de Janeiro, Rio de Janeiro RJ[1]
- 1965 - Propostas 65 - Museu de Arte Brasileira / Fundação Armando Alvares Penteado, São Paulo SP
- 1966 - 3 Premissas - Museu de Arte Brasileira / Fundação Armando Alvares Penteado, São Paulo SP
- 1966 - 7 Pintores - Galeria Aliança Francesa, São Paulo SP
- 1967 - Nova Objetividade Brasileira - Museu de Arte Moderna do Río de Janeiro, Rio de Janeiro RJ
- 1967 - 6 Pintores da Nova Objetividade - Instituto de Arquitetos do Brasil - Departamento de São Paulo, São Paulo SP
- 1967 - Mostra - Fundação Armando Alvares Penteado, São Paulo SP
- 1975 - La Ville - Université Grenoble Alpes, Grenoble (França)
- 1976 - Vingt Acquisitions - Museé de Grenoble, Grenoble (França)
- 1976 - Feira Internacional de Arte Contemporânea - Grand Palais, Paris (França)
- 1978 - Travaux sur Papier, Villeparisis (França)
- 1979 - 1º Art Actuel - Maison des Jeunes et de la Culture d'Annecy-le-Vieux, Annecy (França)
- 1979 - Expo 79 - Museé de Grenoble, Grenoble (França)
- 1979 - Volta à Figura - Museu Lasar Segall, São Paulo SP
- 1980 - 30 Createurs d´Aujourd'hui, França
- 1980 - Fête du Travailleur Alpin, Grenoble (França)
- 1980 - Les Travailleurs et les Arts - Chateau de Roussilion, Roussillon (França)
- 1980 - Communication Poesie, Rueil Malmaison (França)
- 1982 - Stockholm International Art Expo, Estocolmo (Suécia)
- 1982 - Octogone, Paris (França)
- 1983 - 10 Années D'Achisitions - Museé de Grenoble, Grenoble (França)
- 1983 - Architeture Et Arts Plastiques, Grenoble (França)
- 1983 - Les Larmes D'Eros - Galerie JC David, Grenoble (França)
- 1984 - Figuration Critique - Grand Palais, Paris (França)
- 1984 - Figure, Figures - Espace Gare de L'Est, Paris (França)
- 1984 - Pintura Brasileira Atuante - Espaço Petrobrás, Rio de Janeiro RJ
- 1985 - Exposition d'Art Contemporain, Bourgoin-Jallieu (França)
- 1985 - Brasilidade e Independência - Teatro Nacional Cláudio Santoro, Brasília DF
- 1985 - Coletiva MAC 2000, Paris (França)
- 1985 - 1960-1980: Autour de La Figuration Narrative - Musée de Valence, Valence (França)
- 1985 - 1960-1985: Autour de la Figuration Narrative - Musée de Valence, Valence (França)
- 1986 - Les Figurations - Musée d'Art Contemporain de Dunkerque, Dunkerque (França)
- 1987 - Linearte: Foire D'Art International, Gent (Bélgica)
- 1987 - Figurations d'Aujourd'hui - Maison Jeunes Culture - les Hautes de Belleville, Paris (França)
- 1988 - Figuration Critique - Grand Palais Bordeaux, Paris (França)
- 1988 - 63/66 Figura e Objeto - Galeria Millan, São Paulo SP
- 1988 - Eros e Thanatos - Pinacoteca do Estado, São Paulo SP
- 1989 - Mostra - Hotel de Ville - Musée de la Passion de Dunkerque, Paris (França)
- 1990 - Artexpo, Nova York (Estados Unidos)
- 1991 - Memoires de La Liberté - Centre Georges Pompidou, Paris (França)
- 1991 - Memoires de La Liberté, Tóquio (Japão)
- 1991 - no Museu Zacheta, Varsóvia (Polônia)
- 1992 - A Sedução dos Volumes: os tridimensionais do MAC - Museu de Arte Contemporânea da Universidade de São Paulo, São Paulo SP
- 1993 - Bienal de Arte Sacra, Roma (Itália)
- 1994 - Memória da Liberdade - Pinacoteca do Estado, São Paulo SP
- 1995 - Colóquio Arte Dor - Museu de Arte Contemporânea da Universidade de São Paulo, São Paulo SP
- 1997 - La Passion de Dunkerque - Vlaamse Kerkdagen, Bélgica
- 1997 - Casa Cor Sul - Simões de Assis Galeria de Arte, Cutitiba PR
- 1998 - Futebol Arte - Ministério das Relações Exteriores, Brasília DF
- 1998 - 5º Salão de Arte e Antiguidade - Clube Paineiras do Morumby, São Paulo SP
- 1998 - Acervo Galeira de Arte São Paulo - Galeria de Arte São Paulo, São Paulo SP
- 1998 - Futebol Arte, s.l., São Paulo SP
- 1999 - Destaques da Pintura Brasileira - Simões de Assis Galeria de Arte, Cutitiba PR
- 1999 - Desenhos e Gravuras: acervo MVM, Florianópolis SC
- 2001 - 4 Décadas - Nova André Galeria, São Paulo SP
- 2001 - 8º Salão de Arte e Antiguidade - A Hebraica, São Paulo SP
- 2003 - Projeto Brazilianart - Almacén Galeria de Arte, Rio de Janeiro
- 2003 - Israel e Palestina: dois estados para dois povos - Sesc Pompéia, São Paulo SP
- 2004 - 450 X 45 - Nova André Galeria, São Paulo SP
- 2005 - 10 Pintores Brasileiros - Simões de Assis Galeria de Arte, Curitiba PR
- 2005 - Caminhos Vários - Nova André Galeria, São Paulo SP
- 2007 - Parede da Fama - Nova André Galeria, São Paulo SP
- 2010 - Um Dia Terá Que Ter Terminado: 1969/74 - Museu de Arte Contemporânea da Universidade de São Paulo, São Paulo SP